# Heinrich Hugo Karny
Heinrich Hugo Karny (* 7. Oktober 1886 in Mödling; † 7. August 1939 in Kroisbach (Sterbedatum und -ort nach anderen Quellen am 7. August 1937 in Graz oder Wien)) war ein österreichischer Arzt, Zoologe und Entomologe, der sich auf Fransenflügler (Thysanoptera) und Heuschrecken (Orthoptera) spezialisierte.

## Leben
Karny wurde 1886 in Mödling in Niederösterreich als Sohn eines Militärbeamten geboren. Er studierte zunächst unter Friedrich Becke am mineralogisch-petrographischen Institut der Universität Wien. Er beschäftigte sich mit fundamentalen Untersuchungen an Feldspaten und deren optischen Orientierung. Er promovierte 1909 als Doktor phil. und 1915 als Doktor med. in Wien. Im Jahre 1910 legte er seine Lehramtsprüfung für Naturgeschichte etc. ab. Er war als Lehrer am Gymnasium in Elbogen (Böhmen) und Wien tätig, zumindest im Jahre 1913 arbeitete er als k. k. Gymnasialsupplent (Hilfs- bzw. Vertretungslehrer). Wegen der in den neuen Lehrplänen eingeführten Vereinigung der Fächer Mineralogie und Chemie erachtete es Karny als notwendig, eine Wiederholungstabelle des mineralogischen Lehrstoffes sowohl für Schüler der Unterstufe als auch des Gymnasiums zusammenzustellen. Daher fiel in seine Zeit als Lehrer die Veröffentlichung seines Büchleins Wiederholungs-Tabellen der Mineralogie im Jahre 1914.
Nach dem medizinischen Studium diente er als Militärarzt im Ersten Weltkrieg, 1915 zunächst als Landsturmassistenzarzt-Stellvertreter beim k. k. Landwehr-Infanterie-Regiment Nr. 1, dann als Landsturmassistenzarzt-Stellvertreter bei der k. u. k. Kavallerieschützendivision Nr. 4, dort namentlich als Malariaforscher. Nachdem er vom Kriegsdienst in Galizien und Albanien zurückgekehrt war, habilitierte er sich 1918 für Entomologie an der Lehrkanzel für Zoologie an der Universität in Wien.
Karny nahm 1920 in niederländischen Diensten eine Stellung an, die für seinen Lebensverlauf richtungsgebend war: Zunächst am Zoologischen Museum in Buitenzorg auf Java als Zoologe, später als Arzt im Malaria-Laboratorium. Seine Forschungsarbeit in Niederländisch-Ostindien (heute: Indonesien) führte er im Auftrag des königlich Niederländischen Kolonialministeriums von 1920 bis 1928 aus. Bereits 1926 kehrte er mit seiner Familie in seine Heimat zurück. Sogleich nahm er seine Vorlesungstätigkeit an der Wiener Universität wieder auf. Ein Jahr später reiste er nochmals nach Buitenzorg, obschon sämtliche Zoologen des Zoologischen Museums in Buitenzorg auf Java im Jahre 1927 für ein Jahr Urlaub nach Europa erhalten hatten. Von 1928 bis 1930 war er Mittelschullehrer in Wien. Im Jahre 1932 zog er sich aus gesundheitlichen Gründen nach Graz zurück und arbeitete dort als Privatdozent. Karny habilitierte sich 1933 in Entomologie an der dortigen Universität für Botanik, im Jahre 1935 erweitert auf das Gesamtgebiet der Zoologie. Lange Jahre hatte er in den Tropen Niederländisch-Ostindiens gelebt und gearbeitet, seine angegriffene Gesundheit zwang ihn, von Buitenzorg zurückzukehren.
Sein Sohn Tibor Karny wurde 1922 in Buitenzorg auf Java geboren. Heinrich Hugo Karny starb 1939 im 53. Lebensjahr.

### Als Entomologe
Karny war ein vielseitiger Naturwissenschaftler. Er war mit großer Ausdauer und außerordentlichem Fleiß auf verschiedenen Gebieten der Zoologie tätig. Ursprünglich Mineraloge, als der er auch seine Doktorarbeit verfasste, war er später vorwiegend als Entomologe tätig. Er hatte innerhalb der Insektenkunde sein Interesse schon früh auf die Heuschrecken (Orthopteren) und Ohrwürmer (Dermaptera) gerichtet, wie seine ersten Veröffentlichungen aus dem Jahre 1907 zeigen, um sich in besonderem Maße auf Grillen (Gryllacriden) sowie Fransenflügler (= Blasenfüße oder Thripse, Thysanopteren) zu spezialisieren, denen auch der Großteil seiner mehr als 200 wissenschaftlichen Arbeiten galt.
Unter seinen zahlreichen Veröffentlichungen finden sich auch einige paläontologischen Inhalts. Von Käfern handeln nur fünf kleinere Veröffentlichungen, darunter über Cerapterus, einen Fühlerkäfer, schwammbewohnende Schwarzkäfer (Tenebrioniden), eine Gattung der Werftkäfer (Atractocerus) sowie einen malaiischen Ptiliinen (Zwergkäfer). Auch über die Insektenordnung der Netzflügler finden sich nur wenige Publikationen. Er arbeitete mit Lucien Chopard zusammen, der sich ebenfalls auf Heuschrecken spezialisiert hatte und ihm ermöglichte, die Sammlungen des Pariser Museums untersuchen zu können.
Karny hatte seine Veröffentlichungen immer wieder auch mit eigenen Zeichnungen und Illustrationen versehen.

## Sammlungen
Karnys umfangreiche Sammlungen wurden teilweise bereits zu seinen Lebenszeiten aufgeteilt. So gingen Mehrfachexemplare der südeuropäischen Heuschrecken 1909 und 1912 an das Naturhistorische Reichsmuseum in Stockholm. Teile der Insekten Süd-Sumatras verblieben am Zoologischen Museum in Buitenzorg, an welchem Karny Entomologe war, denen 1925 die Insekten Mittel-Sumatras folgten. Exemplare der Mentawai-Inseln wurden unter dem Raffles Museum of Biodiversity Research an der National University of Singapore und dem Zoologischen Museum in Buitenzorg aufgeteilt. Die Privatsammlung der Grillen-Familie Gryllacridae kam an das Steiermärkische Naturkundemuseum in Graz. Die Sammlung der Fransenflügler (Thysanoptera) ging zunächst in die Kollektion des Entomologen Hermann Priesner über und nach dessen Tod an das Senckenberg Museum in Frankfurt am Main, wo ein Thysanopteren-Informationszentrum besteht. Das Naturhistorische Museum in Wien erwarb 1941 die Teilsammlung der Orthopteren der Malayischen Subregion von seinen Erben.
Karnys Typen waren in der dem Naturhistorischen Museum übergebenen Sammlung nur zum Teil enthalten.

## Erstbeschreibungen
Innerhalb der Insekten bildeten vor allem die Fransenflügler (Thysanoptera) und die Heuschrecken (Orthoptera) den Arbeitsschwerpunkt der taxonomischen Forschung Heinrich Hugo Karnys. Aber auch andere Insektenordnungen bearbeitete er akribisch und wurde Erstbeschreiber einer großen Anzahl neuer Gattungen und Arten. Anders als in der klassischen Entomologie üblich, beschränkte er sich dabei nicht auf die rein morphologische Beschreibung der Tiere, sondern stellte seine Ergebnisse grundsätzlich in einen phylogenetischen und biogeografischen Kontext. Als guter Beobachter und Zeichner hat er viele Beschreibungen mit detailreichen Illustrationen versehen.
Von Heinrich Hugo Karny wurde eine Vielzahl von Tieren benannt. Dazu gehören unter anderen im Wesentlichen die Fransenflügler (Thysanoptera) und die Heuschrecken (Orthoptera), von denen jeweils eine Auswahl folgt.

### Fransenflügler
- Gattung Androthrips Karny[31]
- Gattung Aneurothrips Karny[31]

- Anthothrips crassa Karny
- Anthothrips minor Karny

- Gattung Bactridothrips Karny[31]
- Gattung Bactrothrips Karny[31]

- Compsothrips bicolor (Karny i. l.)
- Cryptothrips daedalus Karny

- Gattung Diaphorothrips Karny[31]

- Dicaiothrips breviceps (Karny i. l.)

- Gattung Dolichothrips Karny[31]

- Dolichothrips giraffa Karny

- Gattung Frankliniella Karny[33][31]
- Gattung Gymnothrips Karny[31]

- Gynaikothrips ebneri Karny

- Gattung Hindsiana Karny[31]
- Gattung Holothrips Karny[33]

- Holothrips ingens Karny

- Untergattung Hoodia Karny[31]
- Gattung Hydatothrips Karny[31]
- Familie Hystricothripidae Karny[31]
- Gattung Hystricothrips Karny[31]

- Liothrips dampfi Karny

- Gattung Lophothrips Karny[33][31]
- Gattung Leeuwenia Karny[31]

- Liothrips seticollis Karny
- Lophothrips antennatus Karny

- Familie Megathripidae Karny[31]
- Gattung Oncothrips Karny[31]
- Gattung Onychothrips Karny[31]
- Gattung Ophthalmothrips Karny[33]

- Ophthalmothrips argus Karny
- Ophthalmothrips hemipteroides Karny

- Gattung Pezothrips Karny[31]
- Gattung Phoxothrips Karny[31]
- Gattung Physothrips Karny[31]
- Gattung Rhaebothrips Karny[31]
- Gattung Rhamphothrips Karny[31]

- Rhynchothrips aethiops Karny

- Gattung Selenothrips Karny[31]

- Trichothrips cephalotes Karny
- Trichothrips recticeps Karny
- Thrips palmi Karny

- Gattung Trybomia Karny[33][31]

- Trybomia intermedia Bagnall Synonym Trybomia phasma Karny

### Heuschrecken
- Gattung Acantheremus Karny[36]

- Acantheremus elegans Karny
- Acantheremus granulatus Karny
- Acheta werneriana Karny

- Gattung Ametroides Karny[37]

- Calliptamus italicus f. pallida Karny
- Casigneta bisinuata Karny
- Catantopis cyanipes Karny
- Catantopis minimus Karny
- Catantopis Wernerellus Karny
- Catantops abbreviatus Karny
- Catantops elegans Karny
- Catantops pauperatus Karny
- Conocephalus mandibularis (Charpentier) Karny
- Ectobia lapponica Linnaeus subsp. nigra Karny
- Epacromius tergestinus subsp. ponticus Karny

- Gattung Euconocephalus Karny[43][44]

- Euconocephalus afer Karny
- Euconocephalus erythropus Karny
- Euconocephalus princeps Karny

- Gattung Glomeremus Karny[37]

- Hemimirollia gracilis (Karny)

- Gattung Heminicsara Karny[45]
- Gattung Homorocoryphus Karny[40]

- Hyperhomala variegata var. neptuni Karny
- Hyperhomala variegata var. ornata Karny
- Liotrachela hyalina Karny
- Locusta (Orthacanthacris) wernerella Karny

- Gattung Microsalomona Karny[45]

- Microsalomona brachyptera Karny
- Microsalomona cornuta Karny
- Mirollia abnormis Karny
- Oedipoda coerulescens f. cruciata Karny
- Oedipoda coerulescens var. marginata Karny
- Phlaeoba tricolor Karny
- Phyllophora acuminata Karny
- Phyllophora bispinosa Karny
- Phyllophora heurnii Karny
- Phyllophora laminata Karny
- Phyllophora pellucida Karny
- Phyllophora picta Karny

- Gattung Phyllophorella Karny[46]

- Phyllophorella ocellata Karny

- Gattung Pseudonicsara Karny[45]

- Pseudorhynchus Werneri Karny
- Salomona rouxi Karny
- Sasima bifurcata Karny

- Gattung Strictogryllacris Karny[37]

- Xenocatantops pulchellus Karny
- Xiphidium aethiopicum Karny (heu)
- Xiphidium maculatum Karny

## Dedikationsnamen
Zu Ehren Heinrich Hugo Karnys wurden von seinen Kollegen viele Arten nach ihm benannt, darunter:
- Alloteratura karnyi Kästner; eine Heuschrecke,[39]
- Aptinothrips karnyi John; ein Fransenflügler,[49]
- Blattella karnyi Princis; eine Schabe,[50]
- Dilobocondyla karnyi Wheeler; eine Ameise,[51]
- Forcipomyia karnyi Edwards; eine Bartmücke,[52]
- Haplothrips gowdeyi ssp. karnyi Bagnall; ein Fransenflügler,[53]
- Orimarga karnyi Edwards; eine Schnake,[54]
- Pholidoptera karnyi Ebner; eine Heuschrecke,[38][47]
- Phyllophora karnyi Kästner; eine Grille,[46]
- Procordulia karnyi Fraser; eine Libelle,[55]
- Thamnotrizon apterus Fabr. karnyi Ebner; eine Heuschrecke,[33]
- Vespa velutina ssp. karnyi Vecht; eine Farbvarietät der Asiatischen Hornisse,[56]
- Xenocatantops karnyi Kirby; eine Heuschrecke.[48]

Die Tribus Cladoxerini, eine Rangstufe stabförmiger Gespenstschrecken (Phasmatodea oder Phasmiden), geht auf die 1923 von Karny beschriebene Unterfamilie Cladoxerinae zurück.

## Schriften (Auswahl)
- Revisio Conocephalidarum. In: Abhandlungen der k. k. Zoologisch-Botanischen Gesellschaft in Wien. Band 4, Heft 3, Gustav Fischer, Jena 1907, S. 1–110.[16]
- Ergebnisse der mit Subvention aus der Erbschaft Treitl unternommenen zoologischen Forschungsreise Dr. Franz Werner’s nach dem ägyptischen Sudan und Nord-Uganda. IX. Die Orthopterenfauna des ägyptischen Sudans und von Nord-Uganda (Saltatoria, Gressoria, Dermaptera) mit besonderer Berücksichtigung der Acridoideengattung Catantops. In: Sitzungsberichte der kaiserlichen Akademie der Wissenschaften in Wien – mathematisch-naturwissenschaftliche Klasse. Band 116, 1907, ISSN 0723-9319, S. 267–378.[17]
- Neue Thysanopteren der Wiener Gegend. In: Mitteilungen des Naturwissenschaftlichen Vereines an der Universität Wien. 8. Jahrgang, Nr. 2, 1910, S. 41–57.[58]
- Ratschläge für Studierende der Naturwissenschaften. Verlag des Naturwissenschaftlichen Vereines an der Universität Wien, Wien 1910.
- Durch Oesterreichs Süden. In: Jahresbericht des k. k. Maximilian-Gymnasiums in Wien. Band 1912–1913, Wien 1913, S. 3–20. (Digitalisat)
- Tabellen zur Bestimmung einheimischer Insekten. Band 1. Mit Ausschluß der Käfer und Schmetterlinge. Für Anfänger, insbesondere für den Gebrauch beim Unterrichte und bei Schülerübungen. 1. Auflage. A. Pichlers Witwe & Sohn, Wien 1913.[8]
- Conocephalidae Neu-Caledoniens und der Loyalty-Inseln. In: Fritz Sarasin, Jean Roux (Hrsg.): Nova Caledonia. Forschungen in Neu-Caledonien und auf den Loyalty-Inseln. A. Zoologie. Band 1, Teil 4, Nr. 13, C. W. Kreidel, Wiesbaden 1913, S. 445–449.[59]
- Schutzanpassung der Heuschrecken. Hochschulschrift. In: Jahresbericht des k. k. Maximilian-Gymnasiums in Wien. Band 1913–1914, Wien 1914, S. 1–14.[60] (Digitalisat)
- Wiederholungs-Tabellen der Mineralogie. Nebst 30 Kristallnetzen. A. Pichlers Witwe & Sohn, 1914.
- Tabellen zur Bestimmung einheimischer Insekten. Band 2. Käfer. Für Anfänger, insbesondere für den Gebrauch beim Unterrichte und bei Schülerübungen. A. Pichlers Witwe & Sohn, Wien 1915.[10]
- Tabellen zur Bestimmung einheimischer Insekten. Band 3. Schmetterlinge. Für Anfänger, insbesondere für den Gebrauch beim Unterrichte und bei Schülerübungen. A. Pichlers Witwe & Sohn, Wien 1915.[11]
- Zur Systematik der Orthopteroiden Insekten. In: Treubia. Recueil de Travaux Zoologiques, Hydrobiologiques et Océanographiques. Band 1, 1919–1921, S. 163–276.[61]
- Der Insektenkörper und seine Terminologie. In: Deutsche Entomologische Zeitschrift. Deutsche Entomologische Gesellschaft, 4 Hefte, Jahrgang 1921, W. Junk, Berlin 1921, S. 301.[62]
- Zur Nomenklatur der Phasmoiden. In: Treubia. Band 3, Nr. 2, 1923, S. 239–242.
- Wissenschaftliche Ergebnisse der mit Unterstützung der Akademie der Wissenschaften in Wien aus der Erbschaft Treitl von F. Werner unternommenen zoologischen Expedition nach dem anglo-ägyptischen Sudan (Kordofan) 1914. Band 10. Thysanoptera, Adenopoda, Thysanura. In: Denkschriften der Akademie der Wissenschaften in Wien, Mathematisch-Naturwissenschaftliche Klasse. Band 98, Teil 8, Hölder-Pichler-Tempsky, Wien 1923, S. 113–139.[34]
- Ein Besuch beim Borobudur. (= Band 8 der Reihe Untersuchungen zur Geschichte des Buddhismus.) Oskar Schloss Verlag, München-Neubiberg 1924.
- Monographie der Phyllophorinen von H. H. Karny. In: Treubia. Supplement 1. Landsdrukkerij, Batavia 1924.
- Schwarzkäfer (Tenebrionidae) aus Holzschwämmen. In: Casper van Overeem, Josef Weese (Hrsg.): Icones fungorum malayensium. Abhandlungen zur Biologie, Cytologie und Physiologie der malayischen Pilze. Beiheft 1. Selbstverlag des Mykologischen Museums in Weesp (Holland), Wien 1925.[63]
- Die an Tabak auf Java und Sumatra angetroffenen Blasenfüsser (Thysanoptera). In: Bulletin van het Deli Proefstation te Medan-Sumatra. Band 23, 1925, S. 3–55.
- Fauna Buruana. Orthoptera, Fam. Tettigoniidae. In: Treubia. Band 7, Heft 2. Archipel Druckerei, Buitenzorg 1926.
- Beiträge zur malayischen Orthopterenfauna. In: Treubia. Band 9, 1926, S. 12–292.
- Über die Gryllacrinen des Senckenbergischen Museums in Frankfurt a.M. In: Abhandlungen der Senckenbergischen Naturforschenden Gesellschaft. Band 42, Heft 5, Senckenbergische Naturforschende Gesellschaft, Frankfurt am Main 1931.
- Insects of Samoa and other Samoan terrestrial Arthropoda. In: British Museum (Hrsg.): Other orders of insects. Fasc. 4: Psocoptera. British Museum of Natural History, Band 7, Heft 4, London 1932, S. 118–129 (englisch).
- Biologie der Wasserinsekten. Ein Lehr- und Nachschlagebuch über die wichtigsten Ergebnisse der Hydro-Entomologie. F. Wagner, Wien 1934.